# Vastorf
Vastorf is een gemeente in de Duitse deelstaat Nedersaksen. De gemeente maakt deel uit van de Samtgemeinde Ostheide in het Landkreis Lüneburg. Vastorf telt 810 inwoners.
De gemeente bestaat uit de vier dorpen :
- Vastorf (hoofddorp)
- Gifkendorf (ten Z van Vastorf-dorp)
- Rohstorf (ten O van Vastorf-dorp)
- Volkstorf (ten W van Vastorf-dorp)

## Infrastructuur

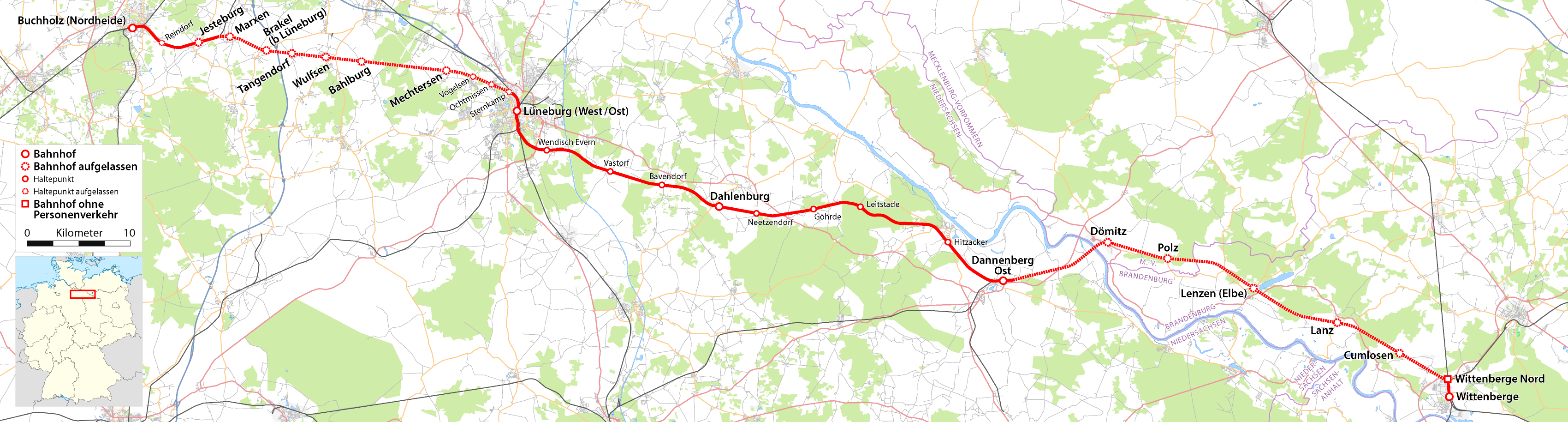
Spoorlijn Buchholz-Wittenberge. Aufgelassen= buiten gebruik gesteld.

Op 2½ km ten noordoosten van Vastorf loopt de Bundesstraße 216 van Lüneburg, niet ver ten noordwesten van Vastorf, zuidoostwaarts naar Dannenberg.
Vastorf heeft een stationnetje aan een kleine spoorlijn Buchholz - Station Lüneburg - Wittenberge. Zie ook: Spoorlijn Wittenberge - Jesteburg.
- Gemeinsame Normdatei: 102899852X
- Virtual International Authority File: 291164324

Adendorf · 
Amelinghausen · 
Amt Neuhaus · 
Artlenburg · 
Bardowick · 
Barendorf · 
Barnstedt · 
Barum · 
Betzendorf · 
Bleckede · 
Boitze · 
Brietlingen · 
Dahlem · 
Dahlenburg · 
Deutsch Evern · 
Echem · 
Embsen · 
Handorf · 
Hittbergen · 
Hohnstorf (Elbe) · 
Kirchgellersen · 
Lüdersburg · 
Lüneburg · 
Mechtersen · 
Melbeck · 
Nahrendorf · 
Neetze · 
Oldendorf (Luhe) · 
Radbruch · 
Rehlingen · 
Reinstorf · 
Reppenstedt · 
Rullstorf · 
Scharnebeck · 
Soderstorf · 
Südergellersen · 
Thomasburg · 
Tosterglope · 
Vastorf · 
Vögelsen · 
Wendisch Evern · 
Westergellersen · 
Wittorf